# If I Fell
Pistes de A Hard Day's Night
I Should Have Known Better I'm Happy Just to Dance with You
If I Fell est une ballade des Beatles, composée par John Lennon et parue sur le troisième album du groupe, A Hard Day's Night. Elle est interprétée dans le film du même nom, lors d'une scène où Lennon tente de redonner le sourire à Ringo Starr.
La chanson, semi-autobiographique, parle des adultères de Lennon et de ses relations compliquées avec son épouse, Cynthia. Elle est chantée en harmonie avec Paul McCartney.
Outre sa sortie en album, elle a également été publiée en single aux États-Unis, en face B de la chanson And I Love Her. Elle a également fait partie du répertoire live des Beatles durant leur tournée américaine de 1964. If I Fell a enfin été l'objet de nombreuses reprises, notamment sur scène par le groupe Nirvana.

## Genèse
Bien qu'elle soit créditée Lennon/McCartney, comme toutes les chansons composées par l'un ou par l'autre, If I Fell est une œuvre très personnelle de John Lennon. Celui-ci l'a composée en référence à ses nombreux adultères de l'époque et à sa relation compliquée avec son épouse Cynthia. En 1968, il explique à ce propos à un journaliste : « Bien sûr que je suis un lâche, je n'avais pas le courage de quitter Cynthia et de vivre seul ». Cependant, au cours d'une interview à Playboy, il déclare que cette chanson « est semi-autobiographique, mais pas consciemment. »
Lennon a de plus déclaré que cette chanson était sa première « ballade réussie », annonçant In My Life, sur l'album Rubber Soul (1965), construite sur le même accord.

## Enregistrement
If I Fell est travaillée dans le cadre des enregistrements pour l'album A Hard Day's Night et le film du même nom. Quinze prises sont réalisées dans l'après-midi du 27 février 1964 dans le studio 2 des studios EMI. John Lennon et Paul McCartney demandent et obtiennent d'enregistrer leurs harmonies vocales sur un même microphone. Par ailleurs, au cours des prises, le style de la chanson évolue petit à petit avec plus de guitare et une batterie plus forte.
Le 3 mars, un mixage mono est réalisé, non seulement pour l'album, mais aussi pour les studios de cinéma qui ont besoin de la bande originale du film. Le mixage stéréo suit le 22 juin.

## Interprètes
- John Lennon : chant, guitare rythmique, acoustique
- Paul McCartney : chant, guitare basse
- George Harrison : guitare solo
- Ringo Starr : batterie

## Parution
If I Fell paraît sur l'album A Hard Day's Night le 10 juillet 1964 au Royaume-Uni. La chanson occupe la troisième place de la face 1. Elle est également présente dans le film du même nom. Bien que ce soit une chanson d'amour, le film ne devait pas contenir de scène de romance. Une alternative a donc été trouvée : John Lennon la chante pour remonter le moral d'un Ringo Starr déprimé lors de répétitions pour une émission de télévision. If I Fell est également sortie en single aux États-Unis, en face B de And I Love Her, le 20 juillet.

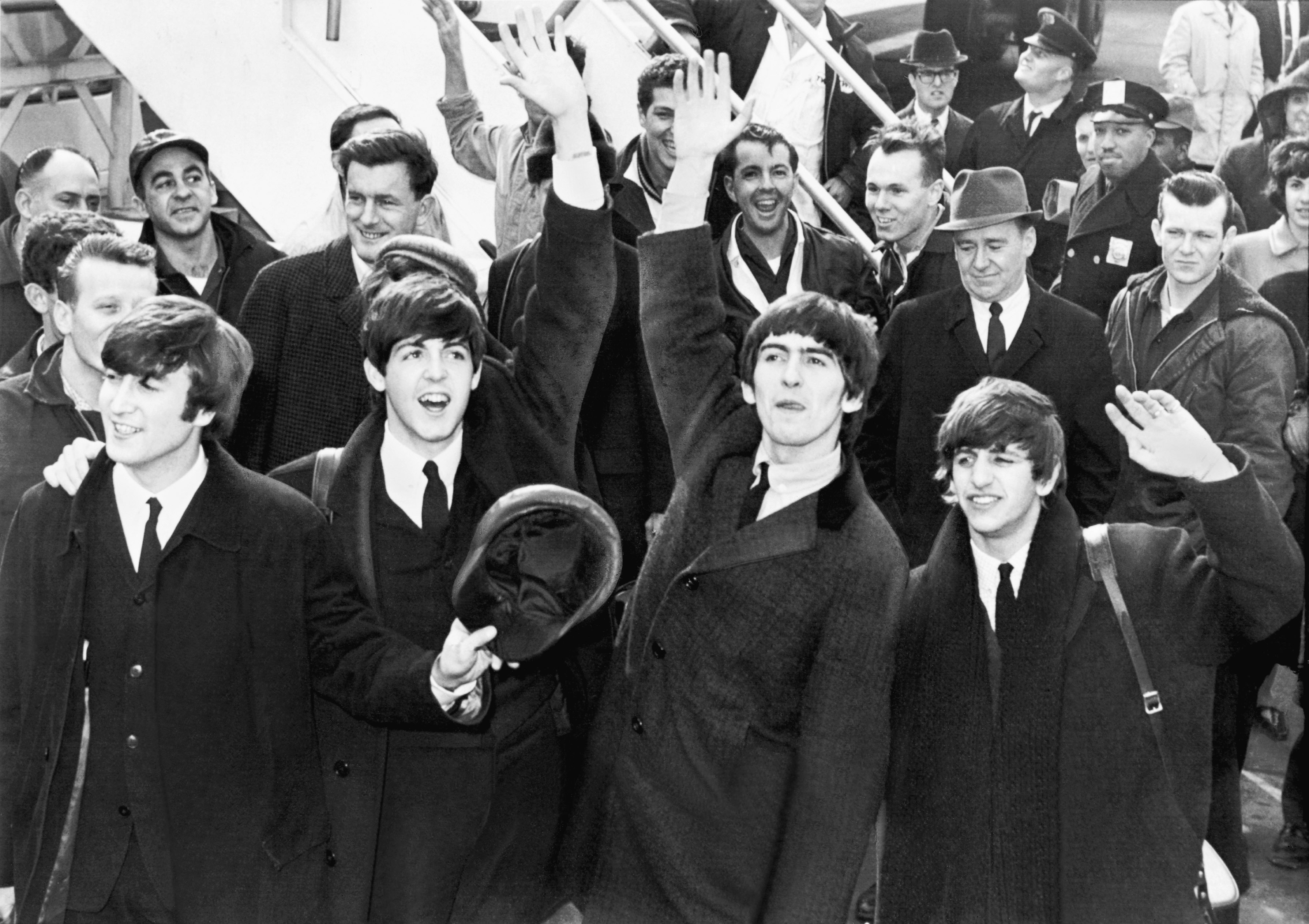
Les Beatles ont interprété If I Fell durant leur tournée américaine de 1964.

La chanson a également un temps fait partie du répertoire live des Beatles, notamment lors de leur tournée américaine de 1964, ainsi que de concerts à la BBC. Enregistrée deux fois dans ces studios, on retrouve sur  On Air - Live At The BBC Volume 2 la version enregistrée le 14 juillet 1964 et mise en onde deux jours plus tard sur Top Gear.
Une version orchestrale de la chanson, produite, arrangée et dirigée par George Martin, a été réalisée pour le film mais n'est pas entendue sur l'album américain publié en 1964 par le label United Artists Records. Cet instrumental sera par contre inclus dans un extended play publié au Royaume-Uni et en Australie.

### Publication en France
La chanson arrive en France en octobre 1964 sur la face A d'un 45 tours EP (« super 45 tours ») sous-titré : Chansons du film « 4 Garçons dans le vent » ; elle est accompagnée  de I'm Happy Just to Dance With You. Sur la face B figurent Things We Said Today et When I Get Home. On voit sur la pochette le groupe assis dans des sièges pliants de cinéma, ils se font coiffer par les figurantes de la scène du train dans le film. Pattie Boyd est derrière son futur époux, George Harrison.

## Analyse musicale
If I Fell débute sur une introduction chantée par John Lennon d'une voix grave, puis enchaîne sur des harmonies vocales avec Paul McCartney, plus aigu et plus prononcé. En 1984, celui-ci explique : « C'était l'époque où on s'intéressait aux harmonies proches. On a fait quelques chansons... This Boy, If I Fell, Yes It Is... dans la même veine ». Le tout est accompagné de la guitare acoustique de Lennon, prédominante, et ponctué par moments de la guitare électrique de George Harrison.
Les paroles de la chanson rapportent une aventure extra-conjugale : le chanteur demande à sa maîtresse de lui assurer qu'elle l'aimera vraiment, car il ne voudrait pas faire souffrir inutilement sa compagne du moment. Ces paroles se rapportent aux sentiments éprouvés par Lennon à l'égard de son épouse Cynthia, qu'il trompait régulièrement.

## Reprises
Plus de vingt-cinq reprises de la chanson ont été faites, dont une dizaine dans les années 1960. Parmi les artistes à l'avoir reprise se trouvent Chet Atkins, Sammy Kershaw, Maroon 5, The Smithereens et plus récemment, Jairo dans son dernier album paru en 2014, en duo avec Pedro Aznar.
If I Fell aurait également été la chanson des Beatles que préférait Kurt Cobain, d'après Robert Fontenot du site About.com, et était souvent interprétée en concert par son groupe, Nirvana.